# روي بالمر
روي بالمر (بالإنجليزية: Roy Palmer)‏ هو معلم موسيقى وموسيقي أمريكي، ولد في 2 أبريل 1887 في نيو أورلينز في الولايات المتحدة، وتوفي في 22 ديسمبر 1963 في شيكاغو في الولايات المتحدة.

## وصلات خارجية
- روي بالمر على موقع ميوزك برينز (الإنجليزية)
- روي بالمر على موقع أول ميوزيك (الإنجليزية)